# Bingo 9000
De Bingo 9000 is een ontwerp van een halfafzinkbaar platform van Ocean Engineering. Het ontwerp van deze vijfde generatie van halfafzinkbare platforms is gebaseerd op de Bingo 7000/8000 en bestaat uit twee pontons met daarop elk drie kolommen en een rechthoekig dek. Er zijn vier platforms volgens dit ontwerp gebouwd.

## Bingo 9000-serie
Het Noorse Ocean Rig werd in 1996 gevormd om vier Bingo 9000-platforms te laten bouwen. De rompen werd gebouwd bij Dalian New Shipyard, waarna de afbouw van de eerste twee plaatsvond bij Friede Goldman Offshore. Vanwege grote vertraging werd de tweede voltooid bij Halifax Shipyard.
De andere twee werden niet direct afgebouwd en hebben daarom een eerdere datum van oplevering. Uiteindelijk werd pas in 2006 begonnen met de afbouw nadat Noble deze had overgenomen.
| Naam               | Werf                                                                    | Jaar              | IMO-nummer |
| ------------------ | ----------------------------------------------------------------------- | ----------------- | ---------- |
| Leiv Eiriksson     | Dalian New Shipyard, ZJ96-2 / Friede Goldman Offshore                   | 7 mei 2001        | 8767317    |
| Eirik Raude        | Dalian New Shipyard, ZJ97-1 / Friede Goldman Offshore/ Halifax Shipyard | 26 september 2002 | 8765266    |
| Noble Danny Adkins | Dalian New Shipyard, ZJ97-2 / Jurong Shipyard, 21-9197                  | 7 mei 1999        | 8765242    |
| Noble Jim Day      | Dalian New Shipyard, ZJ97-3 / Jurong Shipyard, 21-9198                  | 15 september 1999 | 8765230    |